# Liste der denkmalgeschützten Objekte in Edt bei Lambach
Die Liste der denkmalgeschützten Objekte in Edt bei Lambach enthält die denkmalgeschützten, unbeweglichen Objekte der Gemeinde Edt bei Lambach in Oberösterreich (Bezirk Wels-Land).

## Denkmäler
| Foto |                 | Denkmal                                                                           | Standort                            | Beschreibung                                  | Metadaten |
| ---- | --------------- | --------------------------------------------------------------------------------- | ----------------------------------- | --------------------------------------------- | --- |
| ja   | Datei hochladen | Ehem. Konzentrationslager Gunskirchen HERIS-ID: 113678 Objekt-ID: 132040seit 2021 | bei Saag 20 Standort KG: Kreisbichl | → Hauptartikel : KZ-Außenlager Gunskirchen f1 | BDA-Hist.: Q1719260 Status: Bescheid Stand der BDA-Liste: 2025-06-30 Name: Ehem. Konzentrationslager Gunskirchen GstNr.: 113/3, 117/1, 109, 824/3, 115, 110/1, 113/1 Gunskirchen concentration camp |